# Liste der Baudenkmale in Neulewin
In der Liste der Baudenkmale in Neulewin sind alle Baudenkmale der brandenburgischen Gemeinde Neulewin und ihrer Ortsteile aufgelistet. Grundlage ist die Veröffentlichung der Landesdenkmalliste mit dem Stand vom 31. Dezember 2020.

## Legende
In den Spalten befinden sich folgende Informationen:
- ID-Nr.: Die Nummer wird vom Brandenburgischen Landesamt für Denkmalpflege vergeben. Ein Link hinter der Nummer führt zum Eintrag über das Denkmal in der Denkmaldatenbank. In dieser Spalte kann sich zusätzlich das Wort Wikidata befinden, der entsprechende Link führt zu Angaben zu diesem Denkmal bei Wikidata.
- Lage: die Adresse des Denkmales und die geographischen Koordinaten. Link zu einem Kartenansichtstool, um Koordinaten zu setzen. In der Kartenansicht sind Denkmale ohne Koordinaten mit einem roten beziehungsweise orangen Marker dargestellt und können in der Karte gesetzt werden. Denkmale ohne Bild sind mit einem blauen bzw. roten Marker gekennzeichnet, Denkmale mit Bild mit einem grünen beziehungsweise orangen Marker.
- Bezeichnung: Bezeichnung in den offiziellen Listen des Brandenburgischen Landesamtes für Denkmalpflege. Ein Link hinter der Bezeichnung führt zum Wikipedia-Artikel über das Denkmal.
- Beschreibung: die Beschreibung des Denkmales
- Bild: ein Bild des Denkmales und gegebenenfalls einen Link zu weiteren Fotos des Baudenkmals im Medienarchiv Wikimedia Commons

## Denkmalbereich
| ID-Nr.   | Lage                    | Bezeichnung                                                                                        | Beschreibung | Bild           |
| -------- | ----------------------- | -------------------------------------------------------------------------------------------------- | ------------ | -------------- |
| 09180972 | Neulietzegöricke (Lage) | Satzung zum Schutz des Denkmalbereichs Neulietzegöricke „Dorfanlage Neulietzegöricke mit Friedhof“ |              | weitere Bilder |

## Baudenkmale in den Ortsteilen

### Güstebieser Loose
| ID-Nr.   | Lage                        | Bezeichnung                                                   | Beschreibung | Bild |
| -------- | --------------------------- | ------------------------------------------------------------- | ------------ | ---- |
| 09180764 | Güstebieser Loose 49 (Lage) | Hofanlage mit Wohnhaus, Stallgebäude, Obstgarten und Hausbaum |              | BW   |

### Karlsbiese
| ID-Nr.   | Lage                      | Bezeichnung                                 | Beschreibung | Bild                                        |
| -------- | ------------------------- | ------------------------------------------- | --- | ------------------------------------------- |
| 09180942 | (Lage)                    | Friedhofskapelle Karlsbiese                 | Die Friedhofskapelle wurde am Ende des 19. Jahrhunderts erbaut. Es ist ein kleiner Bau mit Satteldach. | Friedhofskapelle Karlsbiese                 |
| 09180939 | Karlsbiese 170/171 (Lage) | Zweifamilienwohnhaus mit zwei Stallgebäuden | Die beiden heute getrennten Häuser waren bis 1943 eine Hofstelle. Dann wurden sie durch Vererbung getrennt. Die Häuser sind Anfang des 19. Jahrhunderts erbaut worden. Es sind traufständige Fachwerkhäuser mit Satteldach. | Zweifamilienwohnhaus mit zwei Stallgebäuden |

### Karlshof
| ID-Nr.   | Lage   | Bezeichnung                                       | Beschreibung | Bild                                              |
| -------- | ------ | ------------------------------------------------- | --- | ------------------------------------------------- |
| 09180586 | (Lage) | Grabstätte der Familie Johannes, auf dem Friedhof | Es handelt sich um acht Grabstätten, die zwischen dem Ende des 18. Jahrhunderts und 1860 entstanden sind. Die Familie Johannes waren die Gutsverwalter beziehungsweise die Gutsbesitzer.                        | Grabstätte der Familie Johannes, auf dem Friedhof |
| 09180908 | (Lage) | Transformatorenhaus                               | Die Transformationsstation ist mit der Elektrifizierung des Ortes im Jahre 1929 errichtet worden, dabei ist das Äußere unverändert. Es ist ein Sichtziegelbau mit quadratischen Grundriss und einem Satteldach. | Transformatorenhaus                               |

### Neulewin
| ID-Nr.   | Lage               | Bezeichnung                                              | Beschreibung | Bild                                                     |
| -------- | ------------------ | -------------------------------------------------------- | ------------ | -------------------------------------------------------- |
| 09180585 | (Lage)             | Schachtgraben                                            |              | Schachtgraben                                            |
| 09180940 | (Lage)             | Glockenschauer mit zwei Kirchenglocken, auf dem Friedhof |              | Glockenschauer mit zwei Kirchenglocken, auf dem Friedhof |
| 09180811 | Neulewin 29 (Lage) | Wohnhaus mit Scheune, Einfriedung sowie vier Hausbäumen  |              | Wohnhaus mit Scheune, Einfriedung sowie vier Hausbäumen  |
| 09180941 | Neulewin 53 (Lage) | Hofanlage mit Wohnhaus und Stallgebäude                  |              | Hofanlage mit Wohnhaus und Stallgebäude                  |

### Neulietzegöricke
| ID-Nr.   | Lage                        | Bezeichnung                                                                                           | Beschreibung | Bild                                                                                                  |
| -------- | --------------------------- | --- | --- | --- |
| 09180588 | (Lage)                      | Dorfanlage mit Resten des Schachtgrabens, zwei Straßen mit Bebauung, Fachwerkhäusern in Traufstellung | Das Dorf wurde 1753 gegründet. Es war das erste Kolonnistendorf im Niederoderbruch. Die Struktur und die ursprüngliche Bebauung ist noch erhalten. | Dorfanlage mit Resten des Schachtgrabens, zwei Straßen mit Bebauung, Fachwerkhäusern in Traufstellung |
| 09180589 | (Lage)                      | Dorfkirche                                                                                            | Die evangelische Kirche wurde von 1836 bis 1840 erbaut. Der Vorgängerbau war aus dem Jahre 1769. Die Ausstattung im Innern ist im klassizistischen Stil gehalten. Die Orgel wurde 1847 gebaut. | weitere Bilder                                                                                        |
| 09182188 | Neulietzegöricke ()         | Bienenhaus (auf dem Anger)                                                                            | | ein Bild hochladen                                                                                    |
| 09180794 | Neulietzegöricke 31 (Lage)  | Wohnhaus mit Stallgebäude                                                                             | Das Wohnhaus wurde 1895 für einen Berliner Rentier gebaut. Es ist ein eingeschossiges Haus mit Drempel und Satteldach. | Wohnhaus mit Stallgebäude                                                                             |
| 09180819 | Neulietzegöricke 41 (Lage)  | Wohnhaus mit Stallgebäude                                                                             | Das Wohnhaus wurde vor dem Jahre 1810 errichtet. Es ist ein eingeschossiges Fachwerkhaus mit Satteldach. | weitere Bilder                                                                                        |
| 09180820 | Neulietzegöricke 68 (Lage)  | Hofanlage, bestehend aus Wohnhaus, Stallgebäude und Scheune                                           | Das Wohnhaus wurde nach 1832 erbaut. Es ist ein eingeschossiges Haus mit Krüppelwalmdach. | Hofanlage, bestehend aus Wohnhaus, Stallgebäude und Scheune                                           |
| 09180820 | Neulietzegöricke 75 (Lage)  | Dorfkrug (Gaststätte „Zum feuchten Willi“)                                                            | Der Dorfkrug ist Teil eines Vierseithofes. Er befindet sich auf dem Anger. Das Wohnhaus wurde wahrscheinlich um 1832 erbaut. | Dorfkrug (Gaststätte „Zum feuchten Willi“)                                                            |
| 09182173 | Neulietzegöricke 78 (Lage)  | Schule mit Lehrerwohnung, Stall- und Abortgebäude                                                     | | BW |
| 09182175 | Neulietzegöricke 80 (Lage)  | Hofanlage, bestehend aus Wohnhaus und Stallgebäude                                                    | | BW |
| 09180591 | Neulietzegöricke 81 (Lage)  | Hofanlage mit Taubenhaus                                                                              | Das Wohnhaus wurde 1791 errichtet. Es ist ein Fachwerkhaus mit Krüppelwalmdach. Der Stall rechts am Hof wurde wahrscheinlich nach 1837 erbaut, genutzt wurde der Stall für Rindvieh und als Remise. Das linke Stallgebäude wurde um die gleiche Zeit erbaut, genutzt wurde es für Rindvieh, Schweine und Pferde. Die rechte Scheune wurde ursprünglich 1797 erbaut, allerdings 1837 an die heutige Stelle transloziert. Die linke Scheune ist ähnlich alt wie die rechte Scheune. | Hofanlage mit Taubenhaus                                                                              |
| 09182178 | Neulietzegöricke 85 (Lage)  | Pfarrgehöft, bestehend aus Wohnhaus und Stallgebäude                                                  | | BW |
| 09182181 | Neulietzegöricke 107 (Lage) | Loosegehöft, bestehend aus Wohnhaus, Remise, zwei Stallgebäuden, Scheune und Hühnerstall              | | BW |